# Marikultura
Marikultura je dio akvakulture i odnosi se na umjetan uzgoj morskih organizama u moru ili bočatoj vodi, osobito riba i školjkaša u posebnim kavezima, bazenima i na konopcima, stupovima i košarama. 
Može biti piscikultura (uzgoj riba), konkilikultura (uzgoj jestivih morskih školjkaša, osobito kamenica (ostreikultura), bisernica (perlikultura) i dagnji (mitilikultura), krustacikultura (uzgoj rakova), algo-kultura (uzgoj algi) itd.

## Vanjske poveznice
- Marikultura Hrvatska tehnička enciklopedija, portal hrvatske tehničke baštine. LZMK